# Ljustjärnen (Ockelbo socken, Gästrikland, 676713-153132)
Ljustjärnen är en sjö i Ockelbo kommun i Gästrikland och ingår i Testeboåns huvudavrinningsområde.